# Amerykanie pochodzenia austriackiego
Amerykanie pochodzenia austriackiego – obywatele lub rezydenci Stanów Zjednoczonych, których przodkowie pochodzą z Austrii, bądź też imigranci z tego kraju. Do grupy tej zalicza się osoby mające całkowite pochodzenie austriackie, jak i częściowe. Liczebność tej społeczności wynosi, według spisu ludności z 2000 roku, 735 128. Jednak liczba ta może być znacznie wyższa, gdyż wiele osób podających pochodzenie niemieckie wywodzi się z Austrii, a przed I wojną światową nie stosowano rozróżnienia między Austriakami a Niemcami (podobnie rzecz ma się z niemieckojęzycznymi Szwajcarami). Najwięcej Amerykanów pochodzenia austriackiego zamieszkuje stany: Nowy Jork (93 083), Kalifornia (84 959), Pensylwania (58 002), Floryda (54 214) i New Jersey (45 154).